# فرودگاه شهری لاس وگاس
فرودگاه شهری لاس وگاس (به انگلیسی: Las Vegas Municipal Airport) یک فرودگاه همگانی بهره‌برداری هوایی با کد یاتا LVS است که یک باند فرود آسفالت دارد و طول باند آن ۱۵۲۵ متر است. این فرودگاه در شهر لاس وگاس، نیومکزیکو کشور ایالات متحده آمریکا قرار دارد و در ارتفاع ۲۰۹۶ متری از سطح دریا واقع شده است.